# Célia Šašić
Célia Šašić (født 27. juni 1988), født Okoyino da Mbabi, er en tysk pensioneret fodboldspiller af cameroonsk og fransk oprindelse. Hun spillede som angriber for SC 07 Bad Neuenahr, 1. FFC Frankfurt og Tyskland før hun trak sig tilbage i 2015.

## Hæder

### Klub
Frankfurt
- DFB-Pokal: Vinder 2013–14
- UEFA Women's Champions League: Winner 2014–15

### Landshold
- EM i fodbold: Vinder 2009, 2013
- Algarve Cup: Vinder 2006, 2012, 2014
- Olympisk bronzemedalje: 2008
- U-19 VM i fodbold: Vinder 2004

### Individuel
- Årets tyske fodboldspiller: 2012, 2015
- Bundesliga topscorer: 2013–14, 2014–15[3]
- UEFA Women's Champions League: topscorer: 2014–15
- Fritz Walter medalje: Bronze 2005[4]
- VM i fodbold for kvinder 2015 Golden Shoe (top-scorer)
- VM i fodbold for kvinder All Star holdet: 2015
- VM i fodbold for kvinder drømmeholdet: 2015
- UEFA Europas bedste kvindelige fodboldspiller: 2015 [5]
- FIFPro: FIFA FIFPro World XI 2015[6]
- EM i fodbold for kvinder All-Star Holdet: 2013